# La Esmeralda (Los Ríos)
La Esmeralda ist eine Ortschaft und die einzige Parroquia rural („ländliches Kirchspiel“) im Kanton Montalvo der ecuadorianischen Provinz Los Ríos. Die Parroquia besitzt eine Fläche von etwa 66 km².

## Lage
Die Parroquia La Esmeralda liegt in der vorandinen Zone westlich der Anden in Höhen zwischen 40 m und 1100 m. Das Gebiet wird im Süden vom Río Cristal sowie im Westen vom Río Telimbela begrenzt. Beides sind Zuflüsse des Río San Pablo, linker Quellfluss des Río Babahoyo. Der etwa 120 m hoch gelegene Hauptort La Esmeralda befindet sich 9,5 km nordnordöstlich vom Kantonshauptort Montalvo. Er liegt an der Straße von Montalvo nach Caluma.
Die Parroquia La Esmeralda grenzt im Norden und im Nordosten an die Parroquia Telimbela (Provinz Bolívar, Kanton Chimbo), im Osten an die Parroquia Balsapamba (Provinz Bolívar, Kanton San Miguel de Bolívar), im Süden an die Parroquia Montalvo sowie im Westen an die Parroquia La Unión (Kanton Babahoyo).

## Orte und Siedlungen
In der Parroquia gibt es insgesamt 16 kleinere Siedlungen: Isla del Tesoro, La Azucena, La Humbelinda, Nena Chica, El Cumbe, El Paraíso, El Triunfo, Los Pachacos, El Candilito, La Fortuna, La Guayaba, La Esmeralda, La Soledad, San Antonio, Nena Grande und Santa Clemencia.

## Geschichte
Die Parroquia La Esmeralda wurde am 13. Januar 2012 gegründet (Registro Oficial N° 618).